# Cryptostylis sigmoidea
Cryptostylis sigmoidea är en orkidéart som beskrevs av Johannes Jacobus Smith. Cryptostylis sigmoidea ingår i släktet Cryptostylis, och familjen orkidéer. Inga underarter finns listade i Catalogue of Life.